# Championnats d'Europe de beach-volley 2005
Navigation
Édition précédente Édition suivante
Les championnats d'Europe de beach-volley 2005, treizième édition des championnats d'Europe de beach-volley, ont lieu du 25 au 28 juin 2005 à Moscou, en Russie. Il est remporté par les Espagnols Raul Mesa et Pablo Herrera chez les hommes et par les Grecques Vassilikí Arvaníti et Vasso Karadassiou chez les femmes.